# Olaf Bull
Olaf Bull (ur. 10 listopada 1883 w Oslo, zm. 23 czerwca 1933 tamże) – norweski poeta.
Był czołowym przedstawicielem neorealizmu w norweskiej literaturze. Jego poezję charakteryzuje doskonałość formy, melodyjność, bogactwo nastrojów i piękno opisów przyrody. Głównym motywem jego liryki jest tematyka czasu i przemijania. Opublikował zbiory swojej twórczości Digte (Wiersze) (1909), Digte og noveller (Wiersze i nowele) (1916), Metope (1927) oraz poematy historyczne i wiersze opiewające Oslo.